# Argument kulturotwórczy
Argument kulturotwórczy – stosowany w teologii argument na wiarygodność chrześcijaństwa uznający, iż religia chrześcijańska miała i ma znaczny wkład w kulturę zarówno jednostki, jak i całej ludzkości. Argumentacja ukazuje ubogacenie kultur chrześcijaństwem.
Wychodząc naprzeciwko zarzutom, jakoby chrześcijaństwo (Kościół) było hamulcem nauki i postępu, argument kulturotwórczy dostrzega, iż Jezus Chrystus przemienił kulturę poprzez wniesienie w świat doczesny wartości nadprzyrodzonych (Boskich). Zdaniem Mariana Ruseckiego argument spełnia swoją rolę, o ile spełnione zostaną takie założenia, jak brak uprzedzeń, chęć przyjęcia prawdy czy dobra znajomość kultur. Rusecki dostrzega jednocześnie, iż argument sam z siebie nie doprowadzi do wiary, ale może przyczynić się do zainteresowania chrześcijaństwem. Optymalną sytuacją jest zatem przyjęcie argumentu w świetle wiary.
Rusecki widzi wkład chrześcijaństwa w kulturę europejską przede wszystkim na pięciu płaszczyznach: edukacji, literatury, architektury, sztuki i muzyki.